# إيرين فينويك
إيرين فينويك (بالإنجليزية: Irene Fenwick)‏ هي ممثلة أمريكية، ولدت في 5 سبتمبر 1887 في شيكاغو في الولايات المتحدة، وتوفيت في 24 ديسمبر 1936 في بيفرلي هيلز في الولايات المتحدة بسبب فقدان الشهية العصابي.

## وصلات خارجية
- إيرين فينويك على موقع IMDb (الإنجليزية)
- إيرين فينويك على موقع أول موفي (الإنجليزية)
- إيرين فينويك على موقع قاعدة بيانات برودواي على الإنترنت (الإنجليزية)
- إيرين فينويك على موقع قاعدة بيانات الأفلام السويدية (السويدية)
- إيرين فينويك على موقع كينوبويسك (الروسية)